# 魏文德
魏文德（1911年—1998年），男，直隶（今河北）藁城人，中国有机化工专家，曾任化学工业部北京化工研究院副院长兼总工程师。